# 조르조 달 몬테
조르조 카를로 달 몬테(이탈리아어: Giorgio Carlo Dal Monte; 1931년 5월 4일, 발레 다오스타 주 아오스타 ~ 1992년 8월 15일, 발레 다오스타 주 아오스타)는 이탈리아의 전 축구 선수로, 현역 시절 공격수로 활약했다.
그는 달 몬테 1호(Dal Monte I)로 알려진 형이 있는데, 그는 1940년대에서 1950년대까지 아오스타에서 활약했다.

## 경기 방식
단신의 체중이 무거운 달 몬테는 신체적으로 강인한 공격수로 강하게 차넣는 것으로 알려져 있다. 그는 측면도 맡을 수 있었다.

## 경력
고향 아오스타에서 축구를 시작한 달 몬테는 1952년에 당시 세리에 B에 속해 있던 제노아로 이적하였고, 1년차에 8골을 기록해 세리에 A 승격을 이룩했다.
그는 이어지는 2년 동안 1부 리그 제노아의 공격 주축을 맡으며 17골을 기록했고, 1955년에는 갓 이탈리아의 리그 정상에 오른 밀란으로 둥지를 옮겼다. 적흑 군단(Rossoneri) 소속으로, 그는 21번의 리그 경기에 출전해 11골을 기록했고, 코파 라티나를 손에 넣었다. 그는 새로이 출범한 유러피언컵에서도 주 공격 자원으로 활약해 5번의 경기에서 3골을 기록했는데, 특히 산 시로에서 열린 레알 마드리드와의 준결승 2차전에서는 페널티킥으로 2골을 기록했지만, 앞서 1차전의 2-4 패배를 극복하기에는 역부족이었다..
시즌 종료 후, 그는 제노아로 복귀해 4년을 더 1부 리그에서 활약했는데, 2년차까지는 연간 9골씩 기록했고, 이어지는 2년 동안은 7골을 넣었고, 제노아는 1959-60 시즌에 불법이 적발되어 강등되었다.
그는 세리에 D의 라팔로 루엔테스를 끝으로 현역에서 은퇴했다.
그는 현역 시절에 세리에 A에서 총 159번의 경기에 출전해 53골을 넣었고, 세리에 B에서는 29경기에 출전해 8골을 기록했다.
그는 이탈리아 2군 국가대표팀과 청소년 국가대표팀 경기에 출전한 경험도 있다.

## 수상
제노아
- 세리에 B: 1952–53

밀란
- 코파 라티나: 1956

라팔로 루엔테스
- 세리에 D: 1961–62 (A조)

## 참고 문헌
- Rota (2008).  De Ferrari, 편집. 《Dizionario illustrato dei giocatori genoani》. ISBN 978-88-6405-011-9.